# Phil Ohl
Phil Ohl (Iserlohn, 7 febbraio 1964) è un ex cestista e allenatore di pallacanestro canadese.

## Carriera
Con il Canada ha disputato i Campionati mondiali del 1990 e due edizioni dei Campionati americani (1989, 1992).